# Aurelio Liotta
Aurelio Liotta (Sant'Agata di Militello, 10 novembre 1886 – Messina, 26 marzo 1948) è stato un generale e politico italiano.

## Biografia
Nato da una famiglia aristocratica, il padre Ignazio era medico e la madre, la baronessa Pirrone Maria, era proprietaria di latifondi presso San Fratello.
Aurelio venne indirizzato inizialmente dai genitori verso gli studi religiosi presso un collegio palermitano, ma preferì la vita militare. 
Trasferitosi a Modena, frequentò la scuola militare di Modena (poi Accademia militare di Modena) dal 5 novembre 1906, specializzandosi nel campo aeronautico, ed uscì da sottotenente il 4 settembre 1908 con l'assegnazione all'8º Reggimento Bersaglieri diventando Tenente dal 4 settembre 1911.
Il 23 novembre arriva a Homs (Libia) per la Campagna di Libia fino al 23 ottobre 1912.
Trasferì la sua residenza a Roma in Via Gian Battista Benedetti, 3. 
Dal 1º giugno 1913 fece parte del battaglione ciclisti con il quale dal 23 maggio 1915 va in zona di guerra diventando Capitano dal 6 luglio. 
A gennaio del 1916 chiese di essere ammesso alla scuola di pilotaggio al campo di Cascina Costa di Samarate al Battaglione Scuole Aviatori, dal 18 maggio a Busto Arsizio e dal 29 giugno a Cascina Malpensa su Caproni.
Dal 31 luglio è temporaneamente comandante del Campo Scuola di Cameri e dal 20 giugno 1917 di Venaria Reale. 
Fu promosso Maggiore il 16 agosto, dopo un periodo passato da insegnante, rientrò ai reparti di linea nella Campagna di Albania al comando prima dell'VIII Gruppo (poi 8º Gruppo Volo) dal 27 agosto 1918, poi della 116ª Squadriglia fino al 15 gennaio 1920. 
Il 1º giugno torna a Valona con la Squadriglia mista fino al 20 agosto e dal 10 aprile 1921 passa al Corpo Aeronautico Militare nel 9º Raggruppamento Aeroplani da ricognizione.
Il 4 settembre passa al 1º Raggruppamento Aeroplani da caccia diventandone comandante interinale dal 24 settembre fino al 18 febbraio 1923 quando frequenta il corso di perfezionamento alle Scuole Centrali di Civitavecchia.
Il 31 marzo diventa comandante del 2º Raggruppamento Aeroplani.
Il 16 ottobre 1923 entra nel Corpo di Stato Maggiore Generale, all'atto della costituzione della Regia Aeronautica, col grado di Tenente Colonnello che si chiama ora Comandante di Gruppo che dal 5 aprile 1925 cambia in Vice Comandante di Stormo e dal 25 giugno in Ten. Col. Arma Aeronautica Ruolo Combattenti.
Dal 1º febbraio 1926 ricoprì diversi incarichi di stato maggiore, il 21 luglio 1927 diventa Colonnello e dal 24 settembre 1931 Generale di Brigata.
Il 3 ottobre diventa Ispettore delle Squadriglie da turismo aereo e dal 24 settembre 1932 Capo di Stato Maggiore della 3ª Zona Aerea Territoriale (Z.A.T.) cessando dall'incarico di Direttore della Rivista Aeronautica.
Il 15 ottobre 1933 comanda la 3ª Z.A.T. e dal 30 ottobre diventa Generale di Divisione.
Dal 17 febbraio 1936 diventa Generale di Squadra ed il 20 agosto passa al Ministero dell'Aeronautica.
Nei successivi gradi si occupò degli aeroporti (costruzione) e del Reale Aero Club d'Italia come commissario straordinario.

### In Africa Orientale
Il 19 dicembre 1936 assunse il comando del Comando aeronautica dell'Africa orientale italiana. Nel '37 il generale Liotta salvò la vita al viceré Rodolfo Graziani durante l'attentato: "...Un secondo ordigno sfiora ancora le autorità italiane, ma un terzo colpisce in pieno il Viceré, esplodendo alle sue spalle e riempiendo il suo corpo di ferite. Graziani cade a terra, riverso in una pozza di sangue, mentre tutto intorno a lui si scatena la strage. 
Vengono lanciate altre bombe, 7 o 8 secondo i primi rapporti, più tardi si parla di 18. Si contarono sette morti e una cinquantina di feriti. Fra di essi il generale Liotta, cui fu amputata una gamba e che perse la vista da un occhio."
Le gravi ferite riportate gli valsero la medaglia d'Oro militare aeronautica di lunga navigazione aerea di 1º grado ma lo resero inabile al servizio aprendogli le porte della carriera diplomatica come addetto militare aeronautico all'Ambasciata d'Italia a Berlino (4 aprile 1938) per essere poi collocato fuori quadro. 
Qui conobbe la sua anima gemella Steiman Elena (da lui soprannominata "Lilly") la quale aveva già una figlia Schoch Ester. 
Per questo amore il generale Aurelio Liotta ottenne una seconda residenza a Berlino in C/o Regia Ambasciata d'Italia a Berlino.
Il 27 marzo 1939 dal ministero dell'aeronautica e prefetto di Messina Ciampani Tommaso fu proposta la nomina a senatore che fu convalidata il 5 aprile 1939. Ha eseguito il giuramento il 17 aprile 1939. Allo scoppio della seconda guerra mondiale riprese il Comando servizi aerei speciali fino al 1941. Morì a Messina il 26 marzo 1948 dopo essere stato epurato e spogliato (18 gennaio 1945) del titolo di Senatore dall'Alta Corte di Giustizia per le Sanzioni contro il Fascismo (ACGSF). Le spoglie furono trasferite nella sua città natale, Sant'Agata di Militello, dove l'amministrazione comunale, i concittadini e il sindaco proclamarono lutto cittadino. Per contribuire ad una degna commemorazione del generale, il giorno del funerale, l'aviazione militare italiana inviò una serie di idrovolanti per "sorvegliare" la cittadina nebroidea scortando la salma nel tragitto verso il cimitero. In suo onore fu intitolata una delle vie centrali di Sant'Agata di Militello.

## Servizi bellici
- 1911-1912 guerra italo-turca
- 1915-1918 I guerra mondiale
- 1919-1920 campagna d'Albania
- 1935-1936 operazioni in A.O.I

## Commissioni
- Membro della Commissione degli affari esteri, degli scambi commerciali e della legislazione doganale (17 aprile 1939-27 gennaio 1941)
- Membro della Commissione per il giudizio dell'Alta Corte di Giustizia (17 aprile 1939-5 agosto 1943)
- Membro della Commissione delle forze armate (27 gennaio 1941-5 agosto 1943)